# 夜のバッファロー
『夜のバッファロー』（よるのバッファロー、原題：El Búfalo de la Noche）は、2007年8月17日に公開されたメキシコ映画（サスペンス映画）。ギジェルモ・アリアガが製作・脚本を務めたおり、ギジェルモ・アリアガの原作小説と同じ名であるが映画化した作品。2007年サンダンス映画祭正式出品の映画作品である。主人公の恋人と妹の重なる三角関係を描くミステリアスな物語。
日本では劇場未公開だが、第4回スペイン・ラテンアメリカ映画祭で公開された。2010年1月29日にオンリー・ハーツより日本語字幕を挿入したDVDが発売されている。

## キャスト
| 役名       | 俳優                   |
| ---------- | ---------------------- |
| マヌエル   | ディエゴ・ルナ         |
| タニア     | リス・ガジャルド       |
| グレゴリオ | ガブリエル・ゴンザレス |

## スタッフ
- 監督：ホルヘ・エルナンデス・アルダナ
- 製作・原作：ギジェルモ・アリアガ
- 脚本：ギジェルモ・アリアガ、ホルヘ・エルナンデス・アルダナ
- 撮影：エクトル・オルテガ
- 編集：アレックス・マルケス
- 音楽：オマール・ロドリゲス＝ロペス